# Jeva Olenskaja
Jeva (Jevgenia) Nikitična Olenskaja (1900, Quba, provincie Baku, Ruská říše – 20. května 1959, Baku, Ázerbájdžánská SSR, Sovětský svaz) byla ázerbájdžánská sovětská herečka, Hrdina práce (1927) a Národní umělkyně Ázerbájdžánské SSR (1949). Je nejznámější svou rolí v němém filmu Aršin mal alan (1917).

## Životopis
Narodila se v Qubě v provincii Baku v roce 1900. Byla ruské národnosti, ale jako dítě se naučila ázerbájdžánský jazyk. Její starší sestra Alexandra Olenskaja byla herečkou v různých ázerbájdžánských divadelních souborech a povzbuzovala svou sestru, aby to na jevišti také zkusila. Později byl sestřin manžel Heydar Vezirov, lidový komisař zemědělství Ázerbájdžánské SSR, spolu s manželkou a dvěma syny stíhán jako lidový nepřítel.

## Kariéra
Poprvé se objevila na jevišti v roce 1913 ve věku 13 let na premiéře operety Aršin mal alan v roli Asyi. Ve stejném roce se Jeva připojila k ázerbájdžánskému dramatickému souboru „Nikat“ a poté k souboru „Safa“.
V roce 1917 spolu se svou sestrou hrála v němém filmu Aršin mal alan režiséra Borise Svetlova. V letech 1918–1920 Olenskaja účinkovala v dramatickém souboru bratří Gadžibekových.
V letech 1923–1926 studovala na divadelní technické škole v Baku (nyní Ázerbájdžánská státní univerzita kultury a umění). Od konce roku 1920 do začátku roku 1925 pracovala v turecké svobodné kritice a propagandistickém divadle v Baku. V roce 1926 se Olenskaja vrátila do Národního činoherního divadla, kde účinkovala třicet čtyři let. Olenskaja vytvořila dramatické, tragické a komické role jak v národním dramatu, tak v představeních přeložených z cizího jazyka.
V roce 1927 získala titul „Hrdina práce“. V roce 1949 jí byl udělen titul Národní umělkyně Ázerbájdžánské SSR.
Jeva Olenskaja zemřela 20. května 1959 v Baku.

## Divadelní role

### Světová dramata
Valida, Sachra (Tárik ibn Zijád od Samiho Frašeriho); Mehridil (Černý jezevec od N. Kemalja); překladatel (V Turecku N. Hikmet); Julietina teta ( Romeo a Julie), Desdemona (Othello), Cordelie (král Lear), Ofélie (Hamlet od W. Shakespeara); Millerova manželka (Úklady a láska), Amalia (Loupežníci F. Schillera); Margarita (Macecha od Honoré de Balzaca); Eliza (Chaloupka strýčka Toma od H. Beecher Stoweové); Aoda (Cesta kolem světa za 80 dní ), Elmina (Děti kapitána Granta od J. Verna); Dey (Muž, který se směje od V. Huga); Hortenzia (Mirandolina od C. Goldoni) .

### Ruská / sovětská dramata
- Marie Antonovna (Revizor N. Gogola);
- Archipovna (Vinen bez chyby A. Ostrovského);
- Dunka (Ljubov Jarovaja od K. Trenjova);
- Oksana (Smrt letky od O. Kornejčuka);
- Manja (Cizí dítě od V. Škvarkina);
- Babička Věry (Mladá garda A. Fadějeva);
- Erna Kursius (Zámek v uličce bratří Tur.);
- Leokadija Lvovna (Dcera žalobce J. Janovského);
- Děrgačjova (Osobní případ A. Štejna).

## Galerie

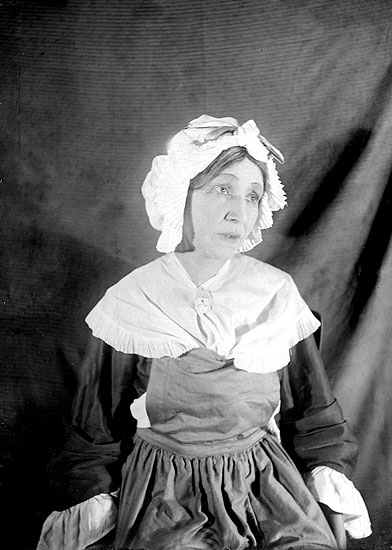
Millerova manželka v díle Úklady a láska (Friedrich Schiller), 1938
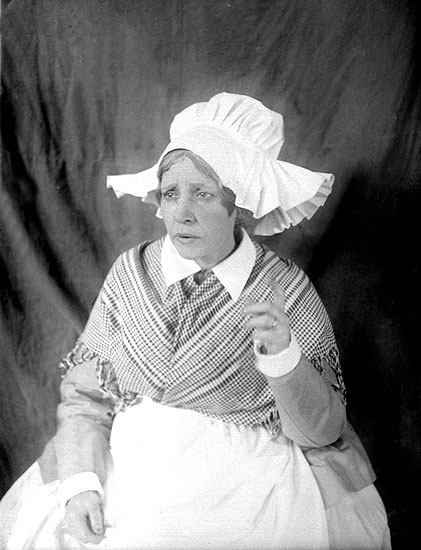
Margarita v díle Macecha (Honoré de Balzac), 1938